# Kur (Tuskar)
Der Kur (russisch Кур) ist ein 17 km (13 km) langer Nebenfluss des Tuskar im Westen des europäischen Teils Russlands.
Er entspringt in der Oblast Kursk im Süden der Mittelrussischen Platte in der Nähe der Nischnjaja Medwediza (Sotnikowo). Der Fluss mündet in der Stadt Kursk in den Tuskar.
Das Einzugsgebiet des Kur umfasst 69 km².